# Никерсон (Канзас)
Никерсон (енгл. Nickerson) град је у америчкој савезној држави Канзас.

## Демографија
По попису из 2010. године број становника је 1.070, што је 124 (-10,4%) становника мање него 2000. године.
| Група             | 2000.         | 2010.         |
| Белци             | 1.130 (94,6%) | 1.038 (97,0%) |
| Афроамериканци    | 3 (0,3%)      | 4 (0,4%)      |
| Азијати           | 0 (0,0%)      | 0 (0,0%)      |
| Хиспаноамериканци | 34 (2,8%)     | 22 (2,1%)     |
| Укупно            | 1.194         | 1.070         |